# Aspen Ladd
Aspen Ladd (Folsom, 1 de março de 1995) é uma lutadora estadunidense de artes marciais mistas, que compete nas divisões peso-mosca e peso-galo do Ultimate Fighting Championship e do Invicta.

## Carreira no MMA

### Invicta FC
Após um cartel no MMA amador de 8-1, Ladd fez sua estreia profissional no MMA em fevereiro de 2015, no Invicta FC. Ao longo dos próximos dois anos, ela lutou cinco vezes, e permaneceu invicta, nocauteando ou finalizando as adversárias em quatro lutas.

### Ultimate Fighting Championship
Ladd faria sua estreia no UFC contra Jessica Eye, em 7 de julho de 2017, no The Ultimate Fighter 25 Finale. No entanto, no dia do evento, Ladd adoeceu, e a luta foi cancelada.
Ladd finalmente fez sua estreia no UFC, contra Lina Lansberg, em 22 de outubro de 2017, no UFC Fight Night: Cerrone vs. Till. Ela ganhou a luta por TKO no segundo round.

## Cartel no MMA
| Cartel no MMA   |            |            |
| 12 lutas        | 9 vitórias | 3 derrotas |
| Por nocaute     | 6          | 1          |
| Por finalização | 1          | 0          |
| Por decisão     | 2          | 2          |

| Res.    | Cartel | Oponente             | Método                        | Evento                                     | Data       | Round | Tempo | Local                   | Notas                                         |
| ------- | ------ | -------------------- | ----------------------------- | ------------------------------------------ | ---------- | ----- | ----- | ----------------------- | --------------------------------------------- |
| Derrota | 9-3    | Raquel Pennington    | Decisão (unânime)             | UFC 273: Volkanovski vs. The Korean Zombie | 09/04/2022 | 3     | 5:00  | Jacksonville, Florida   | Volta aos Galos.                              |
| Derrota | 9-2    | Norma Dumont         | Decisão (unânime)             | UFC Fight Night: Ladd vs. Dumont           | 16/10/2021 | 5     | 5:00  | Las Vegas, Nevada       | Estreia no Peso Pena.                         |
| Vitória | 9-1    | Yana Kunitskaya      | Nocaute técnico (socos)       | UFC on ESPN: Overeem vs. Rozenstruik       | 07/12/2019 | 3     | 0:33  | Washington D.C          |                                               |
| Derrota | 8-1    | Germaine de Randamie | Nocaute (soco)                | UFC Fight Night: de Randamie vs. Ladd      | 13/07/2019 | 1     | 0:16  | Sacramento, Califórnia  |                                               |
| Vitória | 8-0    | Sijara Eubanks       | Decisão (unânime)             | UFC Fight Night: dos Anjos vs. Lee         | 18/05/2019 | 3     | 5:00  | Rochester, Nova Iorque  | Luta da Noite.                                |
| Vitória | 7-0    | Tonya Evinger        | Nocaute Técnico (socos)       | UFC 229: Khabib vs. McGregor               | 06/10/2018 | 1     | 3:26  | Las Vegas, Nevada       |                                               |
| Vitória | 6-0    | Lina Länsberg        | Nocaute Técnico (socos)       | UFC Fight Night: Cerrone vs. Till          | 21/10/2017 | 2     | 2:33  | Gdańsk                  | Estreia no UFC.                               |
| Vitória | 5-0    | Sijara Eubanks       | Decisão (unânime)             | Invicta FC 21: Anderson vs. Tweet          | 14/01/2017 | 3     | 5:00  | Kansas City, Missouri   |                                               |
| Vitória | 4-0    | Jessica Hoy          | Nocaute Técnico (socos)       | Invicta FC 18: Grasso vs. Esquibel         | 29/07/2016 | 2     | 3:14  | Kansas City, Missouri   | Peso-casado (138 lbs); Ladd não bateu o peso. |
| Vitória | 3-0    | Kelly McGill         | Nocaute Técnico (golpes)      | Invicta FC 16: Hamasaki vs. Brown          | 11/03/2016 | 3     | 1:47  | Las Vegas, Nevada       | Estreia no peso-galo.                         |
| Vitória | 2-0    | Amanda Cooper        | Finalização (chave de braço)  | Invicta FC 14: Evinger vs. Kianzad         | 12/09/2015 | 2     | 4:42  | Kansas City, Missouri   |                                               |
| Vitória | 1-0    | Ana Carolina Vidal   | Nocaute Técnico (cotoveladas) | Invicta FC 11: Cyborg vs. Tweet            | 27/02/2015 | 1     | 4:21  | Los Angeles, California | Estreia no peso-mosca.                        |